# Онагадорі
Онагадорі ( яп. 尾長鶏 - «довгохвоста курка») — стародавня порода курей з Японії. Відрізняється дуже довгим і красивим хвостом. Ця цінна декоративна порода була виведена в XVII столітті в провінції Тоса, в 1952 році птах був визнаний скарбом Японії.
Японці вважають цих курей предком птаха фенікс.

## Історія породи
Онагадорі виведена в XVII столітті в провінції Тоса на острові Сікоку у південній частині Японії. Птах вирощується тільки в цьому районі, в основному, в Нанкоку.
У 1952 породі було присвоєно статус національного надбання Японії.
Порода перебуває під загрозою зникнення. В Японії є лише 250 птахів.

## Характеристика

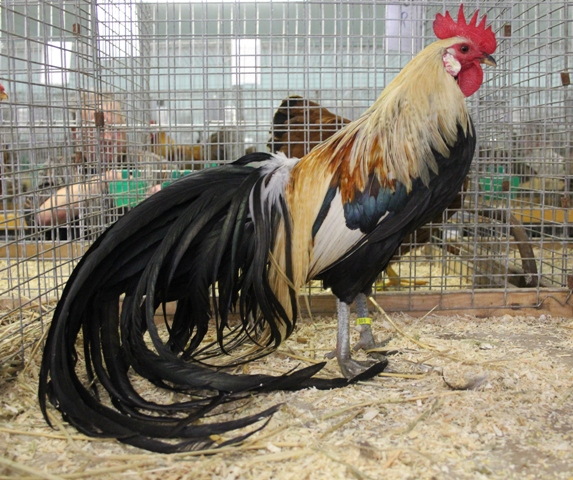
Півень онагадорі

Головна особливість онагадорі-довгий хвіст, що досягає більше 1,5 метра, іноді він навіть перевищує 8-12 метрів. У 1970 році був півень з довжиною хвоста більше 13 метрів. Хвіст складається приблизно з 16-18 пір'їн, які при правильних умовах ніколи не линяють і швидко ростуть, додаючи 0,7—1,3 м на рік.
Порода курей має три забарвлення: чорно-біле, чорно-червоне і біле. Генетичні дослідження показують, що чорно-білей було початковим забарвленням, а решта створювалися шляхом схрещування з птахами інших порід.
Гребінь середнього розміру, вушні мочки білі.
Вага близько 1,5 кг.

## Використання
Онагадорі виведені і поширюються тільки в декоративних цілях. Японські заводчики протягом століть докладали великих зусиль для створення і збереження породи, обладнавши для них спеціальні будиночки з сідалами, розташованими високо над землею, щоб хвости пернатих були чистими і завжди були в хорошому стані.

## Збереження породи за межами Японії
Жан Кіала має в Африці 100 пар таких птахів.